# Mahilouskaja
Mahilouskaja (biał. Магілёўская; ros. Могилёвская, Mogilowskaja) – stacja mińskiego metra położona na linii Autazawodskiej. Stanowi południowo-zachodni koniec linii. Nazwa stacji pochodzi od miasta Mohylew.
Otwarta została w dniu 5 września 2001 roku.